# Mad Cows
Pour plus de détails, voir Fiche technique et Distribution.
Mad Cows est un film britannique réalisé par Sara Sugarman, sorti en 1999.

## Synopsis
Maddy, une Australienne, vient d'accoucher et est envoyée en détention avec son fils à la suite d'un vol. Elle place ses espoirs en Gillian, sa meilleure amie, une femme oisive d'âge mûr.

## Fiche technique
- Titre : Mad Cows
- Réalisation : Sara Sugarman
- Scénario : Sasha Hails et Sara Sugarman d'après le roman de Kathy Lette
- Musique : Mark Thomas
- Photographie : Pierre Aïm
- Montage : John Jympson
- Production : Frank Mannion et Aaron Simpson
- Société de production : Capitol Films, Flashlight Films et Newmarket Capital Group
- Pays :  Royaume-Uni
- Genre : Comédie
- Durée : 90 minutes
- Dates de sortie : 
  -  Royaume-Uni : 29 octobre 1999
  -  France : 21 février 2001

## Distribution
- Anna Friel : Maddy
- Joanna Lumley : Gillian
- Anna Massey : Dwina Phelps
- Greg Wise : Alex
- Phyllida Law : Lady Drake, la mère d'Alex
- Nicholas Woodeson : détective Slynne
- Judy Cornwell : la mère de Maddy
- Prunella Scales : Dr. Minny Stinkler
- Rustie Lee : Mama Joy
- Jodie Kidd : Tracey
- Susie Bick : Sputnick

## Accueil
Le Figaro Magazine évoque une « comédie très british un en-cas savoureusement grinçant ». Jean-Pierre Dufreigne pour L'Express décrit le film comme une « course-poursuite autour d'un bébé (adorable) et [une] cuculterie avec gros mots ».